# Sidi Abdelkhaleq
Sidi El Abdelkhaleq  (in arabo: سيدي عبد الخالق) è un centro abitato e comune rurale del Marocco situato nella provincia di Berrechid, regione di Casablanca-Settat. Conta una popolazione di 6.122 abitanti (censimento 2014).